# Lismir
Lismir (albanisch auch Lismiri, selten auch Dobërdup, serbisch Добри Дуб Dobri Dub) ist ein Dorf in der kosovarischen Gemeinde Fushë Kosova.
Der Ortsname ist in beiden Landessprachen gleichbedeutend (deutsch „gute Eiche“).

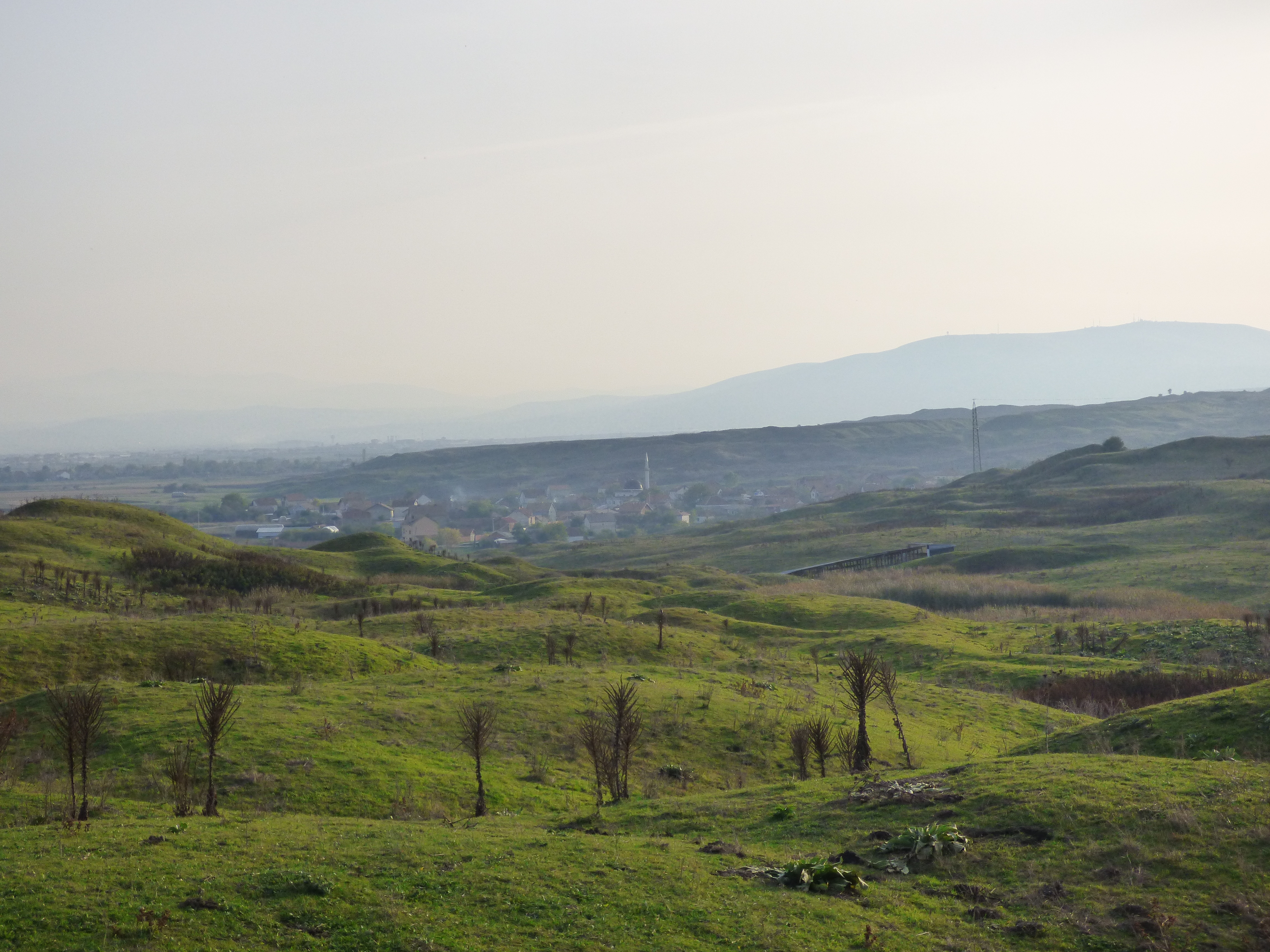
Die Hügel rund um Lismir

## Lage

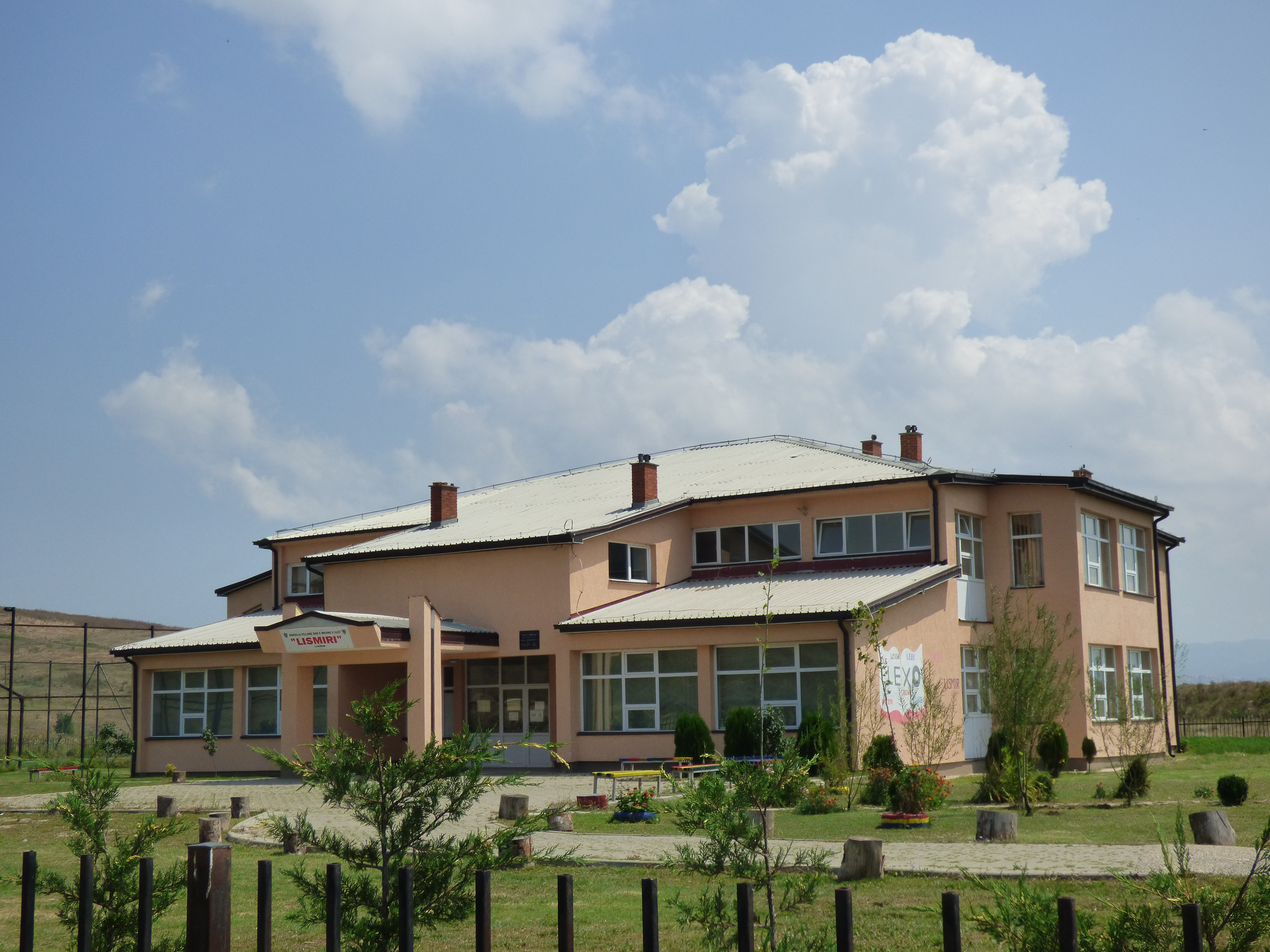
Grund- und Mittelschule im Ort

Lismir liegt im Amselfeld gleich westlich neben der Stadt Fushë Kosova. Die beiden Orte sind durch den Fluss Sitnica getrennt. Das Dorf ist mit einer Nebenstraße mit dem Zentrum von Fushë Kosova verbunden. Die Distanz beträgt rund dreieinhalb Kilometer.
In unmittelbarer Nähe liegen der Bahnhof von Fushë Kosova in drei Kilometern Entfernung sowie der Flughafen Pristina in fünfzehn Kilometern Entfernung.
Lismir wird mehrheitlich von Hügeln umschlossen. Sie entstanden aufgrund der Ausbaggerungen für den sich ca. drei Kilometer nördlich befindenden Kohleabbau. Es wurden Bäume angepflanzt, um die Umgebung zu verbessern.
In Lismir befindet sich eine Grund- und Mittelschule, sowie eine Moschee, welche sich genau im Zentrum des Dorfes befindet. Außerdem befindet sich ein Friedhof westlich des Dorfes.

## Geschichte
Am 4. April 1998 wurde das Dorf vom jugoslawischen Militär umzingelt. Die Zivilbevölkerung wurde vor der Moschee zusammengetrieben und musste dort ihre Ausweisdokumente auf ein auf dem Boden ausgebreitetes Laken legen. Wer sich weigerte, sollte „auf der Stelle hingerichtet“ werden. Serbische Einheiten zündeten anschließend die Dokumente an und brannten alle Häuser nieder. Die gesamte Bevölkerung musste daraufhin zum Bahnhof in Fushë Kosova fliehen, wo sie und weitere Albaner mit Zügen ins Flüchtlingslager bei Blace (Nordmazedonien) gebracht wurden.
Am 29. Juni 1998 wurde ein Kind des Dorfes, welches kurz zuvor zurückgekehrt war, tödlich verletzt. Außerdem wurde ein Mann schwer verwundet.
Zu Beginn des Jahres 2010 wurden laut Angaben der OSZE serbische Gräber im Dorf geschändet.

## Bevölkerung

### Ethnien
| Jahr | Einwohner |
| ---- | --------- |
| 1948 | 538       |
| 1953 | 607       |
| 1961 | 731       |
| 1971 | 921       |
| 1981 | 1 061     |
| 1991 | 1 208     |
| 2011 | 758       |

Gemäß Volkszählung 2011 leben in Lismir 758 Einwohner. Von ihnen bezeichnen sich 757 als Kosovo-Albaner, lediglich von einer Person ist keine Angabe zur Ethnie vorhanden.

### Religion
2011 bekannten sich von den 758 Einwohnern 757 zum Islam und eine Person gab keine Antwort bezüglich seines Glaubens.

## Probleme
Die Bevölkerung hat mit folgenden Problemen zu kämpfen:
- Luftverschmutzung durch die Kohlekraftwerke Kosova A und B in Obiliq (Gruppe C)
- Ackerlandverlust aufgrund der durch den Tagebau entstandenen Hügel
- regelmäßige Stromreduktion
- illegale Mülldeponien

## Tagebau
Die Regierung des Kosovo plant, im Jahre 2032 den Tagebau nach Süden in Richtung des Dorfes zu vergrößern. Dies würde bedeuten, dass ca. 110 Millionen Kubikmeter Erde ausgegraben werden müssten. Außerdem wird die Umsiedlung des Dorfes in Betracht gezogen.

## Persönlichkeiten
- Naim Tërnava, Großmufti des Kosovo (* 1961)